# Thorvald Niss
Thorvald Simeon Niss, född den 7 maj 1842 i Assens, död den 11 maj 1905 på Frederiksberg, var en dansk målare.
Niss gjorde sig känd som blomstermålare och var anställd vid Den Kongelige Porcelænsfabrik fram till 1877, och verkade därutöver främst som landskapsmålare med havs- och strandmotiv. Niss är bland annat representerad i Den Hirschsprungske Samling och Statens Museum for Kunst.

## Utmärkelser
- Eckersbergmedaljen,  1883[7]
- Riddare av Dannebrogorden,  1892[5]
- Thorvaldsenmedaljen

[Redigera Wikidata]